# D'Abnour Bay
D'Abnour, Bay är en vik i Antarktis. Den ligger i Västantarktis. Argentina, Chile och Storbritannien gör anspråk på området.